# Paramon Maftei
Paramon Maftei (n. 14 ianuarie 1935, Năsăud – d. 10 ianuarie 2009, Cluj-Napoca) a fost un tenor român.
A debutat la Opera Română din Cluj în 30 aprilie 1965.
A interpretat peste treizeci de roluri pe scena operei din Cluj și a întreprins multe turnee în străinătate, cântând în Germania (la Berlin, Stuttgart și Leipzig), în Italia (la Viareggio și Livorno), în Grecia (la Atena și Salonic, în Turcia la Ankara, în (fosta) U.R.S.S. (la Moscova, Kiev, Erevan, Baku, în (fosta) Cehoslovacia (la Praga, Kosice, Bratislava, Pilsen) și în Bulgaria (la Sofia, Varna, Plovdiv, Stara Zagora și Burgas).

## Distincții
- Diploma de Onoare "75 de ani de la înființarea Operei Române Cluj-Napoca" (1995)
- Titlul de Membru de Onoare al Operei Naționale Române Cluj-Napoca;
- Trofeul "Lya Hubic".
- Diploma de excelență, în cadrul Festivalului "Oameni de aur ai Operei" (2003)